# 영주 (영화)
"영주"는 2018년에 개봉한 대한민국의 영화이다.
한국예술종합학교와 CGV아트하우스의 산학협력 프로젝트의 첫 번째 결과물로 차성덕 감독의 장편 데뷔작이다. 영화는 영주가 부대끼게 된 차가운 현실의 모습을 비춤과 동시에 가해자들에 대한 미움과 원망, 복수의 마음이 연민과 용서, 사랑으로 변해가는 과정을 날카로우면서도 따뜻하고 애잔한 시선으로 그려낸다.
2018년 제 23회 부산국제영화제 한국영화의 오늘 - 비전부문(월드 프리미어) 초청작이다.

## 줄거리
교통사고로 부모를 잃고 소녀가장이 된 영주. 남동생 영인을 돌보며 부모가 남긴 빚독촉을 하는 친척들을 상대하는건 모두 그녀의 몫이었다. 어려운 형편, 친척들의 빚독촉, 날이 갈수록 삐뚤어지는 영인까지 암담한 현실에 지쳐버린 영주의 마음속에는 점차 분노가 찼고 그 분노는 사고를 낸 가해자 성모에게로 향했다. 하지만 영주는 남몰래 복수하는 방법 대신 그의 가게에서 일을 시작한다. 상모와 그의 부인 향숙은 영주가 자신들이 낸 교통사고 피해자 부부의 딸이라는 사실을 전혀 모른채 그녀를 친딸처럼 아껴주었고 그 호의 덕분에 소년원에 갈뻔한 동생의 사고 합의금까지 받아냈다. 하지만 이내 누나가 일하는 가게 사장의 정체를 알게된 영인은 격하게 항의했지만 영주는 서서히 가슴속에 담아두고 있던 진심을 모두 실토하기 시작한다.

## 캐스팅
- 김향기 : 영주 역
- 김호정 : 향숙 역
- 유재명 : 상문 역
- 탕준상 : 영인 역
- 장혜진 : 고모 역
- 김용준 : 고모부 역
- 강동윤 : 승일 역
- 박옥출 : 장순 역
- 현봉식 : 식당사장 역
- 전우종 : 한 형사 역
- 김수아 : 심사관 역
- 김민엽 : 부동산중계인 역
- 엄철 : 황 사장 역
- 지찬 : 공장형사 1 역
- 이서환  : 공장형사 2 역
- 정하경 : 여대생 역
- 박정곤 : 희창 역
- 김선미 : 시장애기엄마 / 상담원 (목소리) 역
- 김소숙 : 시장손님 역
- 김상엽 : 소년법정판사 역
- 김서영 : 킥보드소녀 역
- 고강희 : 소녀엄마 역
- 박소진 : 매입자부부 역
- 한지원 : 매입자부부 역
- 강병걸 : 피씨방알바 / 119 대원 역
- 김기용 : ATM 남 / 119 대원 역
- 차진영 : 119 대원 역
- 박진우 : 공장주임 역 (특별출연)
- 문영동 : 파출소 경사 역 (특별출연)

## 같이 보기
- 2018년 대한민국의 영화 목록